# East Tulare Villa
East Tulare Villa es un lugar designado por el censo ubicado en el condado de Tulare en el estado estadounidense de California. En el año 2010 tenía una población de 778 habitantes.

## Geografía
East Tulare Villa se encuentra ubicado en las coordenadas 36°12′13″N 119°16′56″O / 36.20361, -119.28222.